# Tyrrell 022
Tyrrell 022 – samochód Formuły 1, zaprojektowany przez Harveya Postlethwaite'a, Jeana-Claude'a Migeota oraz Mike'a Gascoyne'a dla zespołu Tyrrell na sezon 1994. Kierowcami zespołu byli Japończyk Ukyō Katayama oraz Brytyjczyk Mark Blundell. Sponsorami byli Calbee, Club Angle, Fondmetal, Mild Seven oraz BP. Samochód był napędzany silnikiem V10 Yamahy. Wyniki osiągane tym samochodem były znacznie lepsze niż modelem 021, wliczając w to trzecie miejsce Blundella w Grand Prix Hiszpanii, które było jednocześnie ostatnim miejscem na podium w historii startów zespołu Tyrrell.

## Wyniki
| Legenda oznaczeń w tabelach wyników Wyświetl szablon na nowej stronie | Legenda oznaczeń w tabelach wyników Wyświetl szablon na nowej stronie                                                                     |
| Oznaczenie                                                            | Wyjaśnienie |
| --------------------------------------------------------------------- | --- |
| Złoty                                                                 | Zwycięzca lub mistrzostwo |
| Srebrny                                                               | 2. miejsce lub wicemistrzostwo |
| Brązowy                                                               | 3. miejsce lub II wicemistrzostwo |
| Zielony                                                               | Ukończył, punktował (w klasyfikacji generalnej, gdy zdobył co najmniej jeden punkt na przestrzeni sezonu, poza trzema powyższymi opcjami) |
| Niebieski                                                             | Ukończył, nie punktował (w klasyfikacji generalnej, gdy nie zdobył co najmniej jednego punktu na przestrzeni sezonu)                      |
| Czerwony                                                              | Nie zakwalifikował się (NZ) |
| Czerwony                                                              | Nie prekwalifikował się (NPK) |
| Różowy                                                                | Nie ukończył (NU) |
| Różowy                                                                | Niesklasyfikowany (NS) (w klasyfikacji generalnej, gdy nie został sklasyfikowany w żadnym wyścigu sezonu)                                 |
| Czarny                                                                | Zdyskwalifikowany (DK) |
| Czarny                                                                | Wykluczony (WYK/EX) |
| Biały                                                                 | Nie wystartował (NW) |
| Biały                                                                 | Kontuzjowany (K/INJ) |
| Biały                                                                 | Wyścig odwołany (OD/C) |
| Bez koloru                                                            | Został wycofany (WYC/WD) |
| Bez koloru                                                            | Nie przybył (NP/DNA) |
| Bez koloru                                                            | Nie brał udziału w treningach (NT/DNP) |
| Bez koloru                                                            | Nie został zgłoszony (–) |
| Pogrubienie                                                           | Start z pole position |
| Kursywa                                                               | Najszybsze okrążenie wyścigu |
| †                                                                     | Nie ukończył, ale jego rezultat został zaliczony ze względu na przejechanie więcej niż 90% dystansu wyścigu.                              |
| *                                                                     | Sezon w trakcie |
| 1/2/3                                                                 | Punktowana pozycja w sprincie kwalifikacyjnym                                                                                             |
| Lista systemów punktacji Formuły 1                                    | |

| Sezon | Zespół  | Silnik | Opony | Kierowcy      | 1   | 2   | 3   | 4   | 5   | 6   | 7   | 8   | 9   | 10  | 11  | 12  | 13  | 14  | 15  | 16  | Pkt. | Msc. |
| ----- | ------- | ------ | ----- | ------------- | --- | --- | --- | --- | --- | --- | --- | --- | --- | --- | --- | --- | --- | --- | --- | --- | ---- | ---- |
| 1994  | Tyrrell | Yamaha | G     |               | BRA | PAC | SMR | MCO | ESP | CND | FRA | GBR | DEU | HUN | BEL | ITA | POR | EUR | JPN | AUS | 13   | 7    |
| 1994  | Tyrrell | Yamaha | G     | Ukyō Katayama | 5   | NU  | 5   | NU  | NU  | NU  | NU  | 6   | NU  | NU  | NU  | NU  | NU  | 7   | NU  | NU  | 13   | 7    |
| 1994  | Tyrrell | Yamaha | G     | Mark Blundell | NU  | NU  | 9   | NU  | 3   | 10  | 10  | NU  | NU  | 5   | 5   | NU  | NU  | 13  | NU  | NU  | 13   | 7    |